# Kotelnycja
Kotelnycja, česky také Kotylnica, ukrajinsky Котельниця, maďarsky Katlanfalu, je osada obce Tyšiv, v nyžněvorotské vesnické komunitě (hromadě), v mukačevském okrese Zakarpatské oblasti Ukrajiny. V roce 2025 zde žilo 444 obyvatel.
Částí osady je Vyšnij Bystryj (ukrajinsky Вишній Бистрий).

## Historie
První písemná zmínka o vsi pochází z roku 1645, kdy tato ves byla uvedena pod názvem Kosztelnica; další názvy této vsi byly: Kotilniczna, 1773: Kotilnicza, Kotilniczny, 1808: Kotilnicza, Kotilničny, 1851: Kotilnicza, 1877: Kotilnica, Kosilynica, 1913: Katlanfalu, 1925: Kotylnica, 1930: Kotelnice, 1944: Kotilnica, Котильница, 1983: Котельниця, Котельница.
Do uzavření Trianonské smlouvy byla ves součástí Uherska, poté pod názvem Kotylnica byla součástí Československa. Od roku 1945 byla součástí Ukrajinské sovětské socialistické republiky, která byla součástí SSSR. Od roku 1991 je součástí nezávislé Ukrajiny. Dne 12. června 2020 se stala součástí nyžněvorotské vesnické komunity.

## Pamětihodnosti
- Cerkev Seslání Ducha svatého, z roku 1904, ukrajinská národní památka[3]